# جورج بنسون (بازیکن فوتبال)
جورج بنسون (انگلیسی: George Benson; ۲۶ ژوئن ۱۸۹۳ – ۱۹ دسامبر ۱۹۷۴) بازیکن فوتبال اهل بریتانیا بود.
از باشگاه‌هایی که در آن بازی کرده‌است می‌توان به باشگاه فوتبال بلکبرن روورز، باشگاه فوتبال کویینز پارک رنجرز، باشگاه فوتبال چورلی، باشگاه فوتبال استالی‌بریج سلتیک و باشگاه فوتبال پورت ویل اشاره کرد.